# Nierówność Czebyszewa
Nierówność Czebyszewa podaje górne ograniczenie prawdopodobieństwa zdarzenia, że wartość nieujemnej zmiennej losowej jest większa lub równa od z góry ustalonej dodatniej liczby. Nazwana na cześć Pafnutija Czebyszewa.
Jedynym warunkiem na rozkład zmiennej losowej jest jej nieujemność (ściślej: zerowe prawdopodobieństwo {\displaystyle P\{X<0\}}) Nierówność ta jest więc bardzo ogólnym ograniczeniem. Nierówność Czebyszewa-Bienayme jest odpowiednikiem nierówności Czebyszewa także dla zmiennych niespełniających tego warunku i często również jest nazywana po prostu nierównością Czebyszewa, co może prowadzić do nieporozumień.

## Twierdzenie
Niech {\displaystyle X} będzie zmienną losową na przestrzeni probabilistycznej {\displaystyle (\Omega ,{\mathcal {F}},P)} taką, że {\displaystyle P\{X<0\}=0,} zaś {\displaystyle E(X)} jest jej wartością oczekiwaną. Wówczas dla każdego {\displaystyle \varepsilon >0} zachodzi:
{\displaystyle P\left\{X\geqslant \varepsilon \right\}\leqslant {\frac {E(X)}{\varepsilon }}.}

## Dowód
Z prawdopodobieństwem 1 zachodzą następujące nierówności:
{\displaystyle X\geqslant X\cdot \mathbf {1} _{\{X\geqslant \varepsilon \}}\geqslant \varepsilon \cdot \mathbf {1} _{\{X\geqslant \varepsilon \}},}
gdzie {\displaystyle \mathbf {1} _{A}} jest funkcją wskaźnikową zdarzenia {\displaystyle A,} zdefiniowaną jako:
{\displaystyle \mathbf {1} _{A}(x)={\begin{cases}0\quad dla\ x\notin A\\1\quad dla\ x\in A\end{cases}}.}
Pierwsza z nierówności wynika w oczywisty sposób z następujących dwóch nierówności (z których pierwsza zachodzi z prawdopodobieństwem 1):
{\displaystyle X\geqslant 0} oraz {\displaystyle 1\geqslant \mathbf {1} _{A}.}
Druga nierówność przyjmuje postać:
{\displaystyle X\cdot \mathbf {1} _{\{X\geqslant \varepsilon \}}\geqslant \varepsilon \cdot \mathbf {1} _{\{X\geqslant \varepsilon \}}\iff {\begin{cases}0\geqslant 0\quad dla\ X\not \geqslant \varepsilon \\X\geqslant \varepsilon \quad dla\ X\geqslant \varepsilon \end{cases}},}
czyli jest oczywista.
Biorąc wartości oczekiwane powyższych zmiennych losowych i korzystając z elementarnych własności wartości oczekiwanej, otrzymujemy łańcuszek nierówności:
{\displaystyle E(X)\geqslant E(X\cdot \mathbf {1} _{\{X\geqslant \varepsilon \}})\geqslant E(\varepsilon \cdot \mathbf {1} _{\{X\geqslant \varepsilon \}})=\varepsilon \cdot E(\mathbf {1} _{\{X\geqslant \varepsilon \}})=\varepsilon \cdot \int \limits _{\Omega }\mathbf {1} _{\{X\geqslant \varepsilon \}}dP=\varepsilon \cdot P\{X\geqslant \varepsilon \}.}
Ostatnia równość wynika z definicji całki Lebesgue’a z funkcji wskaźnikowej. Dzieląc skrajne wyrazy przez {\displaystyle \varepsilon ,} otrzymujemy nierówność Czebyszewa.
Z nierówności Czebyszewa wynikają nierówności: Markowa, Czebyszewa-Bienayme, wykładnicza Czebyszewa.